# Gare d'Ishioka
La gare d'Ishioka (石岡駅, Ishioka-eki) est une gare ferroviaire de la ville d'Ishioka, dans la préfecture d'Ibaraki au Japon. La gare est exploitée par la compagnie JR East.

## Situation ferroviaire
Ishioka est située au point kilométrique (PK) 80,0 de la ligne Jōban. La gare marquait le début de la ligne Kashima Railway, fermée en 2007.

## Histoire
La gare de Ishioka a été inaugurée le 4 novembre 1895.

## Service des voyageurs

### Accueil
La gare dispose d'un bâtiment voyageurs, avec guichets, ouvert tous les jours.

### Desserte
- Ligne Jōban :
  - voie 1 : direction Mito et Iwaki
  - voies 2 et 3 : direction Tsuchiura, Abiko et Ueno (interconnexion avec la ligne Ueno-Tokyo pour Tokyo et Shinagawa)